# Pseudoyersinia paui
Pseudoyersinia paui — вид богомолів роду Pseudoyersinia. Дрібні богомоли з укороченими крилами та надкрилами, поширені в Іспанії.

## Опис
Один з найдрібніших богомолів Європи, довжина тіла складає всього 2,1-2,3 см. Тіло зелене або буре. Фасеткові очі кулясті, зелені або коричневі. Передньогруди тендітні, з темною смугою по центру. Передні стегна тонкі. Надкрила трохи довші за передньоспинку, того ж кольору, що й тіло, майже прозорі, тільки передній край брунатно-червоний та непрозорий. Задні крила прозорі, у задній частині з великою чорно-фіолетовою плямою. Церки короткі.

## Спосіб життя та ареал
Мешкає у сухих біотопах, зокрема в кущах на схилах пагорбів, на сухих луках та пустищах тощо.
Вид поширений в Іспанії.